# この暗闇の世界
『この暗闇の世界 - サタンに狙われた町』（このくらやみのせかい サタンにねらわれたまち、This Present Darkness）は、フランク・E・ペレティによるキリスト教文学。彼の最初の作品であり、今日の御使い、悪魔、祈りについての視点が描かれた霊の戦いの本である。御使いと堕落した御使いである悪魔が町の支配をめぐって戦う。作品の中でクリスチャンの力は祈りであると書かれている。題名は、新約聖書所収の「エフェソの信徒への手紙」第6章12節「私たちの格闘は血肉に対するものではなく、主権、力、この暗やみの世界の支配者たち、また、天にいるもろもろの悪霊に対するものです。」から取られている。
神の命を受けた御使いが人間を守り、階級の高い悪魔から命じられた悪魔が人間を誘惑して町を支配下に置こうとするが、御使いはキリスト者の祈りによって力を増す。
この本の中でニューエイジの背後に働く暗闇の力について語られている。ピーター・ワグナーはその著書『霊の戦いの祈り』で霊の戦いの文学として取り上げている。